# Saugon
Saugon ist eine französische Gemeinde mit 499 Einwohnern (Stand: 1. Januar 2022) im Département Gironde in der Region Nouvelle-Aquitaine. Sie gehört zum Arrondissement Blaye und zum Kanton Le Nord-Gironde.

## Geografie
Saugon liegt etwa 38 Kilometer nördlich von Bordeaux und 20 Kilometer ostnordöstlich von Blaye. Umgeben wird Saugon von den Nachbargemeinden Reignac im Norden, Saint-Savin im Nordosten und Osten, Saint-Christoly-de-Blaye im Osten und Süden, Saint-Girons-d’Aiguevives im Südosten, Générac im Westen sowie Campugnan im Westen und Nordwesten.
Durch die Gemeinde führt die Autoroute A 10.

## Bevölkerungsentwicklung
| Jahr                       | 1962 | 1968 | 1975 | 1982 | 1990 | 1999 | 2009 | 2020 |
| Einwohner                  | 334  | 306  | 274  | 283  | 295  | 329  | 408  | 493  |
| Quellen: Cassini und INSEE |      |      |      |      |      |      |      |      |

## Sehenswürdigkeiten

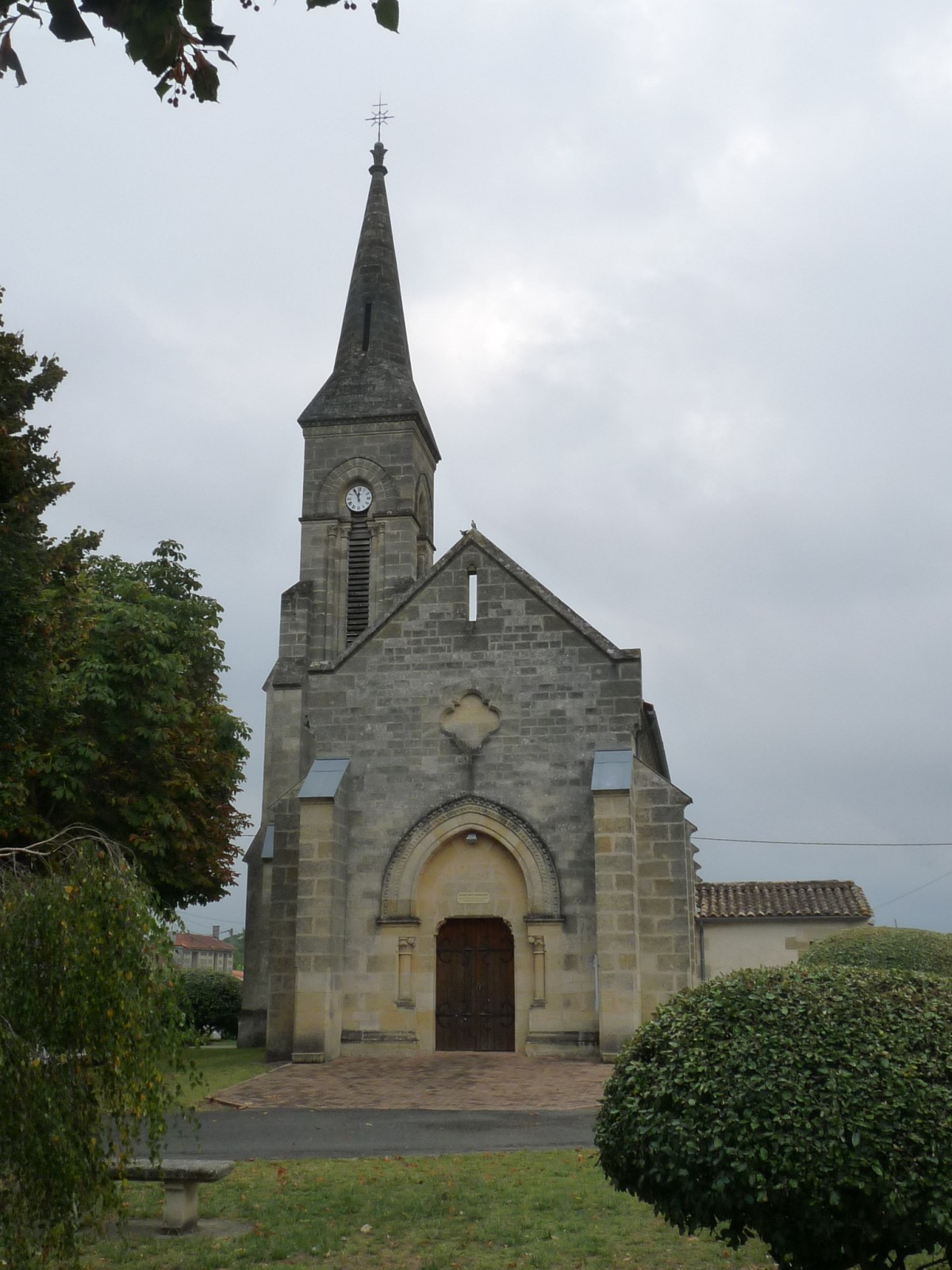
Kirche Sainte-Madeleine

- Kirche Sainte-Madeleine